# Lawrence Aloysius Burke
Lawrence Aloysius Burke SJ (ur. 27 października 1932 w Kingston, zm. 24 stycznia 2010 tamże) – jamajski duchowny katolicki, arcybiskup Kingston na Jamajce w latach 2004–2008, arcybiskup Nassau w latach 1999–2004.

## Życiorys
16 czerwca 1964 otrzymał święcenia kapłańskie w zakonie jezuitów.
17 lipca 1981 został mianowany przez Jana Pawła II biskupem Nassau. Sakry biskupiej 11 października 1981 udzielił mu arcybiskup tytularny Sinny - Paul Fouad Tabet. W dniu 10 stycznia 1984 roku został mianowany superiorem misji "sui iuris" Turks i Caicos. Zrezygnował z tej funkcji w dniu 17 października 1998 roku. W dniu 22 czerwca 1999 roku został mianowany arcybiskupem Nassau. W dniu 17 lutego 2004 roku został mianowany arcybiskupem Kingston na Jamajce. Zrezygnował z tej funkcji, ze względu na wiek, w dniu 12 kwietnia 2008 roku.